# خباب (اسم)
خباب هو اسم علم مذكر من أصل عربي، ومعناه هو الذي يمشي الخبب، ضرب من عدو الخيل السريع، والخباب الخداع.

## شخصيات تحمل الاسم
- خباب أبو السائب
- خباب الخزاعي
- خباب بن الأرت (صحابي من صحابة النبي محمد صلى الله عليه وسلم وهو من المهاجرين، القرن 6 – 658)
- خباب بن قيظي
- خباب مولى عتبة
- خباب مولى عتبة بن غزوان
- خباب والد عطاء

## وصلات خارجية
- موسوعة السلطان قابوس لأسماء العرب نسخة محفوظة 5 أبريل 2019 على موقع واي باك مشين.